# 至德公立學校

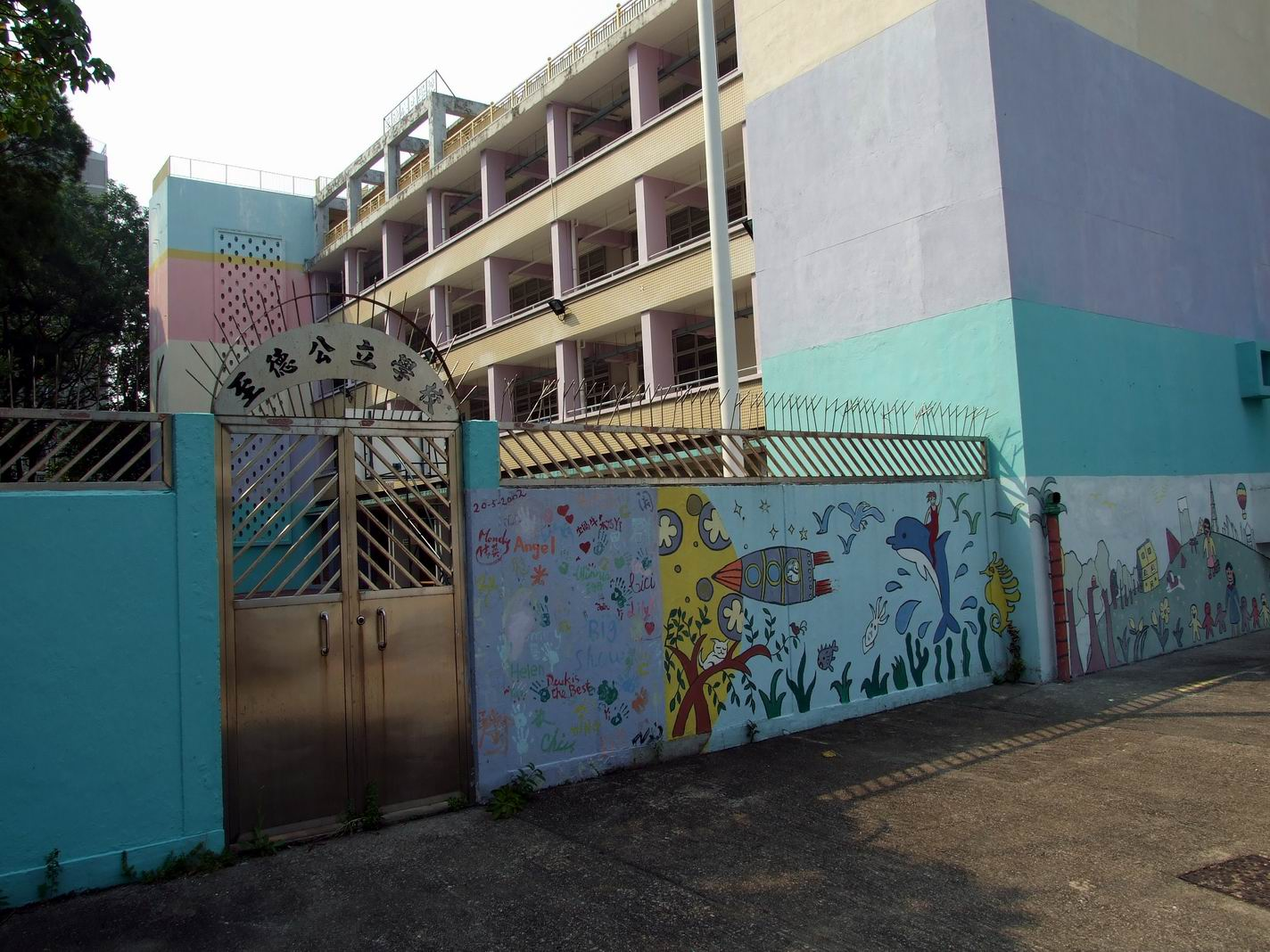
至德公立學校

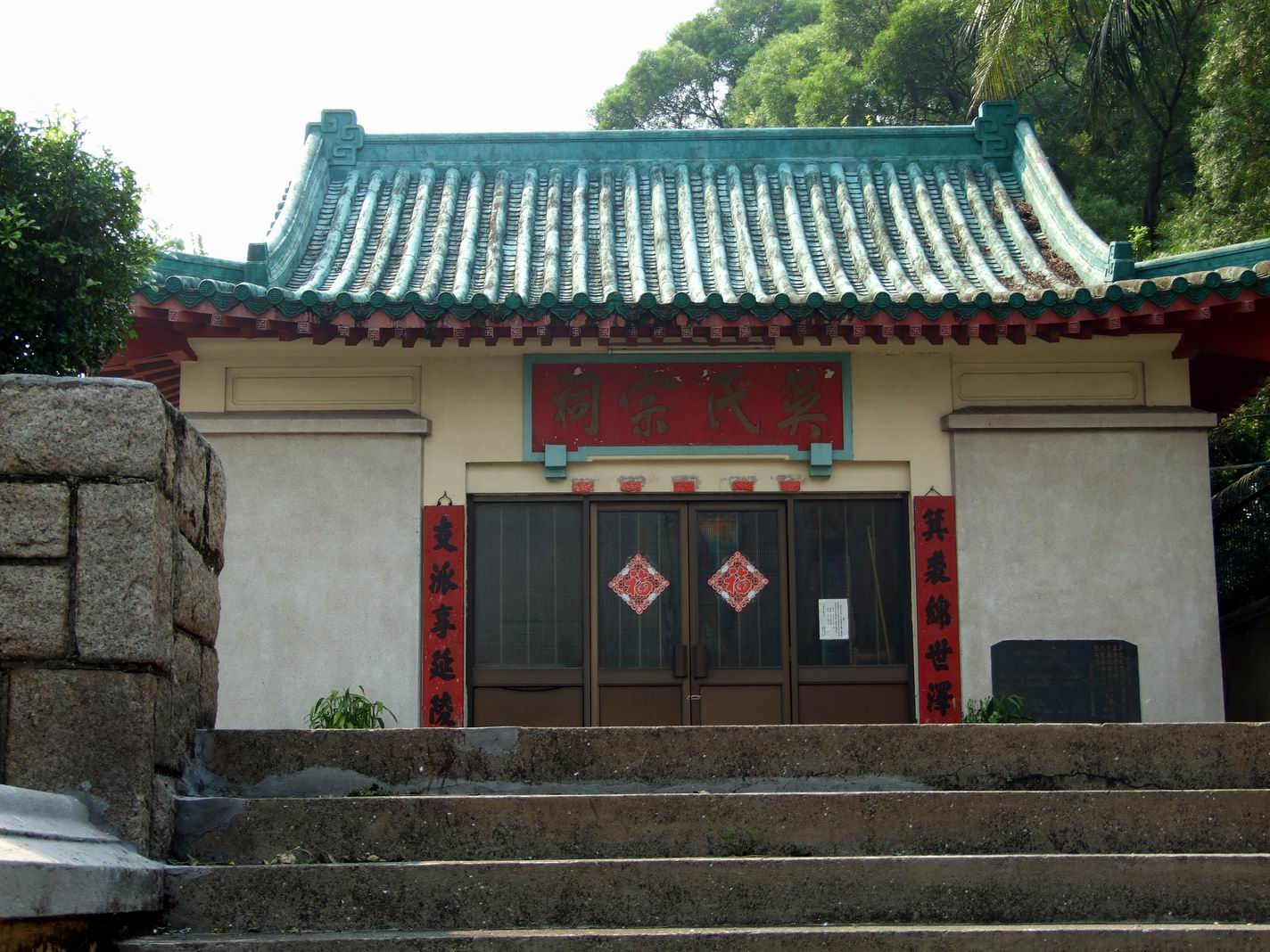
衙前圍村吳氏宗祠

至德公立學校（英語：Chi Tak Public School）建校於1962年，是香港一所政府津貼全日制中文教學男女小學，校舍位於九龍九龍城東隆道9號。由於收生不足，教育局發出停辦通知，學校須於2008年9月停辦。

## 校政管理
歷任校監
- 1962年至？：吳法 先生[2][3]
- 吳兆川 先生
- 吳發仔 先生[4]
- 吳啟義 先生[5]
- 馮光中 先生[6]

歷任校長
- 鍾熙然 先生[3]
- 陳耀燊 先生[5]
- 關合歡 女士[7]

## 歷史及結構
至德公立學校之命名跟衙前圍村吳氏的「至德堂」而來：

本族始祖泰伯，系出岐山，開國句吳，古者以地為姓，因而氏焉，孔子以其能全孝悌， 有三讓之美，歎為至德，因以為堂號。

學校由「吳成達祖」於1962年建立，是當時黃大仙區唯一一所照標準藍圖而建的小學，學校佔地2,000平方米，樓高四層，共有12間班房，設有雨天操場、禮堂、 美勞室、音樂室等。全盛時期，上下午24班開齊，每班人數超過40多人。至1986年開始改為全日制上課模式。
2015年5月，該土地業主向城規會申請改劃為住宅用途，並重建為1幢34層高的住宅，一共236伙。

## 著名/傑出校友
- 許耀賜：前景嶺書院創校校長
- 邱淑貞（1980年）：前香港女演員
- 李德能（1973年）：香港足球評述員